# Nikolaus Riehl
Nikolaus Riehl (* 24. Mai 1901 in Sankt Petersburg; † 2. August 1990 in München) war ein russisch-deutscher Physiker und  Physiko-Chemiker, der sich unter anderem mit Nuklearphysik befasste.

## Leben
Sein Vater Wilhelm Riehl war bis 1917 Ingenieur in den Russischen Elektrotechnischen Werken von Siemens & Halske in Sankt Petersburg. Seine Mutter, Helene Kagan, entstammte einer jüdisch-russischen Ärztefamilie. Nikolaus Riehl sprach fließend russisch und deutsch. Er absolvierte die deutsche St.-Petri-Schule in Sankt Petersburg und übersiedelte mit den Eltern nach dem Brest-Litowsker Frieden vom März 1918 nach Berlin. Riehl studierte von 1920 bis 1927 Physik und Physikalische Chemie an der Friedrich-Wilhelm-Universität zu Berlin. Hier machte er Bekanntschaft mit dem Forscherteam um Lise Meitner in der radiochemischen Abteilung des Kaiser-Wilhelm-Instituts in Berlin-Dahlem., die Otto Hahn leitete. Im Jahr 1927 promovierte er nach eigener Angabe in seinem Lebenslauf "bei Otto Hahn und Lise Meitner" über einen Geigerzähler für Beta-Strahlen-Spektroskopie. Otto Hahn und Nikolaus Riehl verband später eine lebenslange Freundschaft.

## Auergesellschaft
Nach Abschluss seiner Dissertation fand Nikolaus Riehl eine Anstellung als wissenschaftlicher Mitarbeiter bei der Auergesellschaft, eine Tochter der Degussa, die zum Phoebuskartell gehörte. Später wurde er stellvertretender Leiter der Radiologischen Abteilung dieser Gesellschaft und mit der Akquisition der vielfältigen Produkte wie Glühlampen (mit Glühfäden aus Wolfram), Röntgenartikel und radioaktive Stoffe betraut. Er beschäftigte sich mit angewandter Radioaktivität, beispielsweise zur zerstörungsfreien Werkstoffprüfung, mit Anwendungen Seltener Erden, Halbleitern und Isolatoren. 1937 wurde er Leiter der lichttechnischen Abteilung der Auergesellschaft, 1938 folgte die Habilitierung bei der Technischen Hochschule Berlin-Charlottenburg. Im Rahmen dieser Aufgaben hatte Riehl Kontakt mit Hans-Joachim Born, Alexander Catsch und Karl Günther Zimmer, welche im Institut für Experimentelle Genetik der Kaiser-Wilhelm-Gesellschaft in Berlin-Buch unter Nikolai Timofejew-Ressowski forschten. Mit Paul Max Wolf, einem Mitarbeiter der wissenschaftlichen Laboratorien der Auergesellschaft, und Karl Günther Zimmer wurden Forschungen mit Röntgen-Bestrahlung in der Genetik durchgeführt. Als Ergebnis veröffentlichten Nikolai Timofejew-Ressowski, Max Delbrück, Zimmer und Riehl 1935 die interdisziplinäre Studie Über die Natur der Genmutation und Genstruktur. In dieser Studie wurde die Treffertheorie der biologischen Strahlenwirkung postuliert. In der Zeit seines Einsatzes für Auer erwarb sich Riehl einen Ruf als Spezialist für Lumineszenz und entwickelte maßgeblich die Leuchtstofflampe mit, die von der Auergesellschaft 1935 auf den Markt gebracht wurde.
Am 9. September 1939 wurde Riehl Leiter der Uranproduktion der Auergesellschaft. Paul Max Wolf wurde Leiter der radiologischen Abteilung der Gesellschaft. Hans-Joachim Born vom Chemischen Laboratorium Philipp Hoernes war Fabrikleiter des Werkes Seltene Erden in Oranienburg der Auergesellschaft. Bis kurz vor dem Ende des Zweiten Weltkriegs gelang es den Forschern unter Riehl und in Zusammenarbeit mit der Degussa, Reinsturan-Metall zu erschmelzen, das Ausgangsprodukt für die Kernspaltung werden sollte. Wegen der nahenden Fronten wurden Laboratorien in das Brandenburger Umland verlegt, fertige Uranmetallwürfel an geheimen Orten eingelagert. Obwohl sämtliche Arbeiten strengster Geheimhaltung unterlagen, waren Gerüchte über die Arbeiten bis in die USA und in die Sowjetunion vorgedrungen. Beide Seiten starteten eine fieberhafte Jagd auf die Materialien und auf die deutschen Spezialisten, weil sie an eigenen Atomprogrammen arbeiteten. Riehl hatte sich mit seiner Familie auf seinen Sommersitz bei Kagar zurückgezogen, wo er weiterhin unter primitiven Bedingungen seine Gießversuche in einer Scheune durchführte.

## Riehl in der Sowjetunion
Am 21. April 1945 untersuchten sowjetische Experten den durch gezielte amerikanische Bombardements fast vollständig zerstörten Betrieb der Auergesellschaft in Oranienburg. Riehl wurde, wie andere leitende Mitarbeiter, dorthin mitgenommen und von den Physikern Georgi Fljorow und Lew Arzimowitsch befragt. Patente, Dokumente, Laborausrüstung und Schwermetalle wurden beschlagnahmt, darunter 900 Tonnen Monazitsand, 125 Tonnen Thoriumverbindungen, etwa 100 Tonnen Zirkon. Etwa 40 der knapp 100 russischen Wissenschaftler des sowjetischen Atombombenprojektes im Labor 2 suchten in den von der Roten Armee besetzten Gebieten nach weiteren Wissenschaftlern und nach Uran. Die bereits von der Sowjetarmee erfassten deutschen Forscher wurden unter leichtem Druck aufgefordert, ihr Wissen der Siegermacht zur Verfügung zu stellen. So kam es, dass nach Gesprächen mit dem russischen Physiker Juli Borissowitsch Chariton in Berlin am 9. Juli 1945 eine Reihe deutscher Wissenschaftler mit ihren Familien in die UdSSR ausgeflogen wurden, auch Nikolaus Riehl. Zusätzlich „rekrutierte“ das NKWD unter anderem Manfred von Ardenne, Gustav Hertz, Peter Adolf Thiessen und Max Volmer für Forschungsaufgaben in der Sowjetunion. Die Rote Armee stellte in Neustadt-Glewe schließlich annähernd 100 Tonnen Uranoxid sicher, das etwa 25–40 Prozent des Urans aus dem gesamten Gebiet des Deutschen Reiches und der Tschechoslowakei entsprach. Es war dort möglicherweise für den Transport per U-Boot über Penang zu Arakatsu Bunsaku im heutigen koreanischen Hŭngnam vorgesehen. Diese Transporte ab Kiel gab es bereits seit Dezember 1943 – sie endeten mit der Fahrt von U 234 kurz vor Kriegsende. Chariton schätzte den durch das gefundene und in die Sowjetunion abtransportierte Uran erzielten Zeitgewinn bei der Förderung und Anreicherung von Uran zum Erstellen der ersten sowjetischen Bombe auf etwa ein Jahr ein.
Von 1945 bis 1950 leitete Nikolaus Riehl die Herstellung von kernphysikalisch reinem Uranmetall im Werk Nr. 12 im russischen Elektrostal. Unter seiner Leitung arbeiteten hier die folgenden deutschen Wissenschaftler: A. Baroni, Hans-Joachim Born, Alexander Catsch, Werner Kirst, H. E. Ortmann, Herbert Schmitz, Walter Sommerfeldt, Herbert Thieme, Heinrich Tobien, Günter Wirths und Karl Günter Zimmer. Das Werk 12 in Elektrostal lieferte ab dem letzten Quartal des Jahres 1946 pro Woche etwa drei Tonnen metallisches Uran an das Labor Nr. 2. Am 29. August 1949 wurde die erste sowjetische Atombombe gezündet. Ab 1950 wurde die Produktion von Uranmetall auf etwa eine Tonne pro Tag gesteigert, wobei das Werk nicht die einzige Anreicherungsstätte für Uran war.
Nach der Zündung der ersten sowjetischen Atombombe 1949 war Riehl im Werk 12 nicht mehr erforderlich. Man übertrug ihm ab 1950 die Leitung des Instituts Labor B in Sungul (Objekt 0211). Hierher waren im Jahr 1947 bereits Hans-Joachim Born, Alexander Catsch und Karl Zimmer versetzt worden. Mit Riehl kamen nun Ortmann, Baroni und Schmitz nach. In Sungul waren nie mehr als 26 Deutsche, bei insgesamt 95 Mitarbeitern 1946 und 451 im Jahr 1955. Reaktoren im Institut Sungul erzeugten radioaktive Stoffe und die Mitarbeiter verarbeiteten sie und forschten auf den Gebieten Radiobiologie, Radiochemie, Dosimetrie und nichtmilitärische Anwendungen radioaktiver Stoffe sowie Gegenmitteln bei Strahlenschädigung. In diesem Institut arbeiteten neben anderen folgende Deutsche: Renata von Ardenne (die Schwester von Manfred von Ardenne), Wilhelm Menke, Willi Lange, Joachim Pani, Kurt Rintelen, Werner Czulius, Hans Jürgen von Oertzen, Ernst Rexer und Carl Friedrich Weiss. Das Institut wurde vom 9. Direktorat des Innenministeriums (MWD) überwacht.
Für seine Arbeiten am sowjetischen Kernforschungsprojekt erhielt Riehl im Jahr 1949 den Stalinpreis 1. Klasse, den Leninorden und den  Titel Held der sozialistischen Arbeit (diese Auszeichnungen wurden gemeinsam verliehen). Zu den Preisen gehörte auch eine Datscha westlich von Moskau, welche Riehl jedoch nicht annahm, da er sich nicht von Stalin vereinnahmen lassen und nach Deutschland zurück wollte.
Gleichwohl drängte Riehl ab 1952 bei Beria und Sawenjagin auf die Entlassung seiner Familie und seiner wissenschaftlichen Kollegen nach Deutschland. Daraufhin wurde ihm auferlegt, noch drei Jahre (1952–1954) für die Sowjetunion in einem Atomforschungsinstitut, in dem auch andere deutsche Wissenschaftler tätig waren, in Agudzera im Distrikt Gulripsch bei Sochumi/Abchasien (Georgien) zu verbringen. Auf der Website des inzwischen nach Tiflis verlegten Instituts ist ein Gedenkfoto von Riehl veröffentlicht. (siehe Weblinks)

## Riehl in der Bundesrepublik Deutschland
Im April 1955 konnten Riehl und seine Familie mit dem Zug in die DDR ausreisen; Anfang Juli 1955 kam er unter Zurücklassung fast seines gesamten Vermögens in die Bundesrepublik Deutschland.
Er ging an das Institut für Technische Physik der Technischen Hochschule München, wo er bei Heinz Maier-Leibnitz arbeitete und 1957 außerordentlicher Professor wurde und an der Einrichtung des Forschungsreaktors in Garching beteiligt war. Im Jahr 1961 erhielt er eine ordentliche Professur für Physik und wurde Direktor des Laboratoriums für Technische Physik der Technischen Hochschule München. Er arbeitete an Fragen der Festkörperphysik, wie die Einwirkung von hochenergetischer Strahlung auf Festkörper, die Protonenbeweglichkeit in Eis und in organischen Strukturen (protonische Halbleiter), Hämoglobin sowie der Lumineszenz und hatte zahlreiche Schüler. 1962–1963 war Riehl Vorsitzender der Bayerischen Physikalischen Gesellschaft. 1970 wurde Riehl emeritiert; 1973 erhielt er den Bayerischen Verdienstorden. 1975 umfasste sein Œuvre an die 200 Arbeiten.
Riehl musste unter zwei Diktaturen arbeiten, doch verabscheute er jeglichen Totalitarismus. In der NS-Zeit verbarg er geschickt seine teilweise jüdische Abstammung und hielt die Hand über verfolgte Kollegen. In der UdSSR bemühte sich der russophile Forscher um akzeptable Arbeits- und Lebensbedingungen für seine Mitarbeiter. Riehl wurde als leidenschaftlicher Forscher, begeisternder Lehrer und humanistisch denkender Mensch von seinen Münchner Schülern hoch verehrt. Bis zu seinem 111. Geburtstag versammelten sich viele seiner Schüler zum Gedenken an "Papa Riehl", wie er bald genannt wurde.
Riehl und seine Frau Ilse hatten zwei Töchter, Ingeborg und Irene, und einen als Kleinkind verstorbenen Sohn.

## Veröffentlichungen
- Nikolaus Riehl: Zehn Jahre im goldenen Käfig: Erlebnisse beim Aufbau der sowjetischen Uran-Industrie. Riederer, Stuttgart 1988.
- Mit Heinrich Ortmann: Über den Aufbau der Zinksulfid-Luminophor. Verl. Chemie, 1957.
- Mit Bernhard Bullemer und Hermann Engelhardt (Hrsg.): Physics of Ice. Proceedings of the International Symposium. München, 1968 (Plenum, 1969)
- Mit Fred Fischer: Einführung in die Lumineszenz. Thiemig, 1971.
- Stalin´s Captive. Nikolaus Riehl and the soviet race for the bomb. American Chemical Society 1996 (Übersetzung und Vorwort Frederick Seitz).
- Physik und technische Anwendungen der Lumineszenz. Springer; Auflage: Softcover reprint of the original 1st ed. 1941 (4. Oktober 2013). ISBN 978-3-662-01758-6